# Бразильсько-словенські відносини
Бразильсько-словенські відносини (порт. Relações entre Brasil e Eslovênia, словен. odnosi med Slovenijo in Brazilijo) — історичні та поточні двосторонні відносини між Бразилією та Словенією. Обидві держави є членами ООН.

## Історія
Бразилія офіційно визнала Словенію 24 січня 1992 року, ставши однією з перших країн за межами Європи, яка визнала незалежність цієї колишньої югославської республіки. Двосторонні відносини було встановлено 21 грудня того ж року. 1994 року Бразилія призначила свого першого посла-нерезидента у Словенію, місцеперебування якого було у столиці Австрії Відні.
2008 року в контексті підготовки до саміту ЄС-Латинська Америка у Бразилію здійснив офіційний візит Данило Тюрк, ставши першим президентом Словенії, який офіційно відвідав Бразилію. У тому самому році Бразилія відкрила посольство в Любляні. 2009 року Федеральний університет Ріо-де-Жанейро та Національний інститут біології Республіки Словенія підписали Генеральну угоду про обмін викладачами, студентами та технічно-адміністративним персоналом, а також про педагогічну й науково-дослідну діяльність і поширення передового досвіду й знань.
2010 року Словенія відкрила своє посольство в Бразиліа, акредитоване також обслуговувати сусідні держави Болівію, Колумбію, Еквадор і Венесуелу.
Присутність словенських іммігрантів у Бразилії відносно невелика, але помітна (приміром, словенське походження має бразильський музикант Андреас Кіссер).